# Chefarztvilla

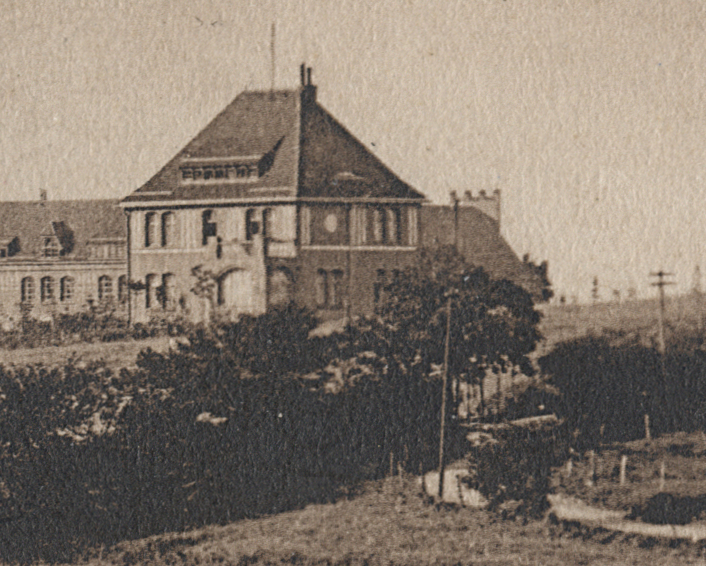
Die Chefarztvilla nach dem Bau

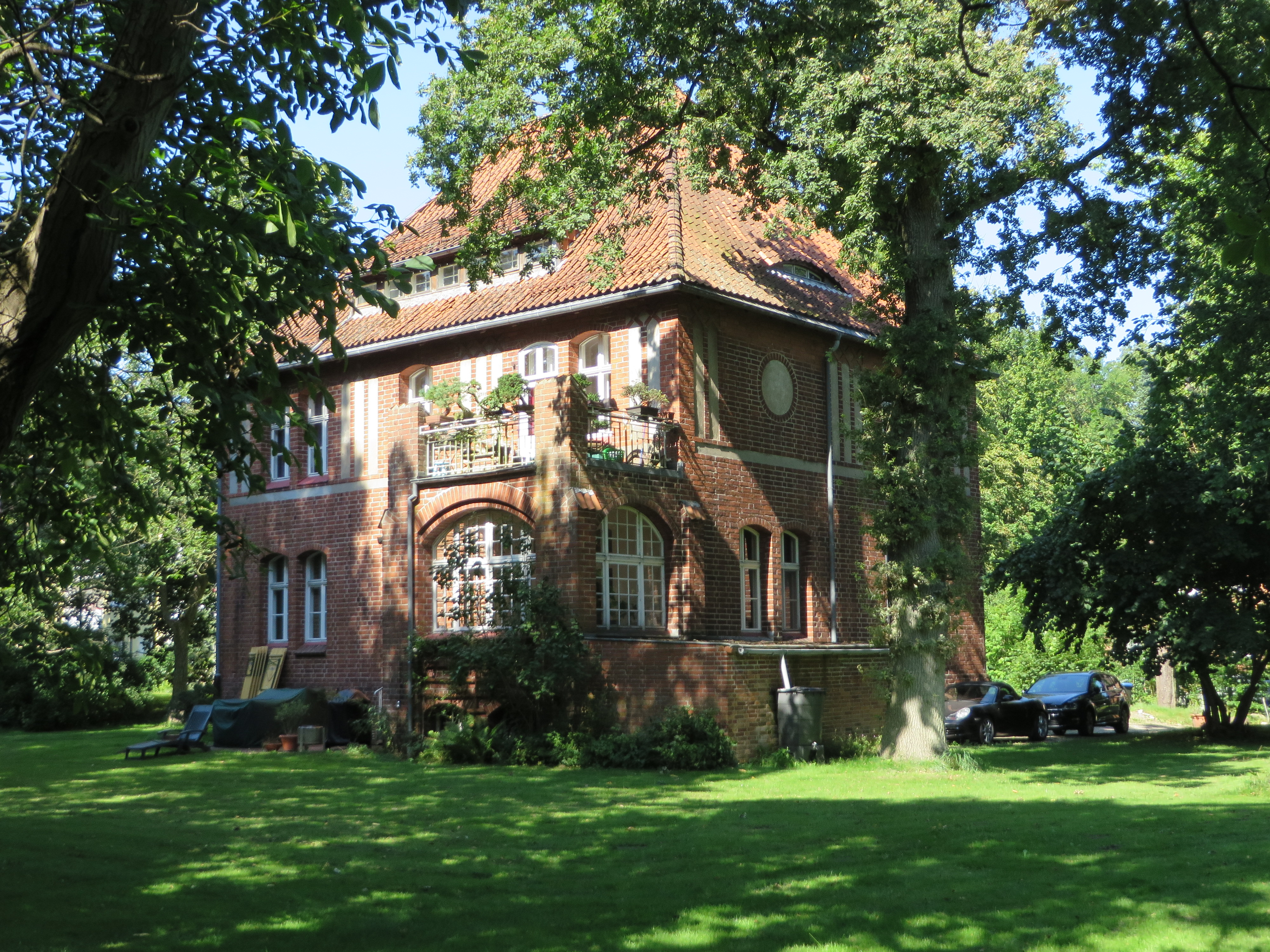
Die Chefarztvilla von 1912 (2015)

Die Chefarztvilla ist ein Kulturdenkmal in Flensburg-Mürwik, das 1912 erbaut wurde. Das Haus in der Kelmstraße 11 liegt am Rand des Marinelazarettes Flensburg-Mürwik und entstand zusammen mit dem Lazarett, dem Marine-Wasserturm und den Gebäuden der Marineschule Mürwik. 

## Geschichte
Die Entwürfe für das Gebäude, im Dezember 1907 von den beiden Architekten Heino Schmieden und Julius Boethke fertiggestellt, wurden im November 1908 vom Reichsmarineamt geprüft und genehmigt. 1912 erfolgte der Bau der Chefarztvilla, dies im Anschluss an den Bau des eigentlichen Marinelazarettes, das aus einem Krankenblock, dem Verwaltungsgebäude, dem Wirtschaftsgebäude, dem Leichenhaus, der Isolierstation und dem Lazarettschuppen bestand. Die Bauausführung übernahm Adalbert Kelm. Die Chefarztvilla liegt am Nordostrand des großen Lazarettparkgeländes, auf der Seite zur Kelmstraße hin. Sie hat leichte optische Ähnlichkeit mit der benachbarten Kommandeursvilla von Adalbert Kelm. Die Gestaltung der Chefarztvilla ist jedoch etwas schlichter. Die Architekten orientierten sich bei der Chefarztvilla weniger an der Backsteingotik, sondern mehr an der barockisierenden Heimatschutzarchitektur. Das zweigeschossige Gebäude erhielt ein Walmdach, und um das Haus wurde ein eigener kleiner Park angelegt. Dem jeweiligen Chefarzt des Marinelazarettes diente die Villa als Wohnhaus. Zeitweise soll die Marineschule Mürwik das Haus genutzt haben. Um 2002 diente sie als Kindergarten.
Heute ist die privat bewohnte Chefarztvilla, deren Raumstruktur erhalten blieb, mit ihrem umliegenden Garten vom Gelände des Marinelazarettes vollständig abgetrennt.